# Forum di Milano
Das Forum di Milano (durch Sponsorenvertrag offiziell UnipolForum) ist eine Mehrzweckhalle in der italienischen Gemeinde Assago, Metropolitanstadt Mailand, in der Region Lombardei. Die Halle wird hauptsächlich für Basketball, Eishockey und Tennis genutzt. Die Arena ist die Heimspielstätte des Basketballvereins EA7 Emporio Armani Milano aus der Lega Basket Serie A. Neben den Sportveranstaltungen finden unter anderem Konzerte, Ausstellungen, Tagungen und Shows (Musical, Stand-up-Comedy etc.) statt.

## Geschichte
Die Arena mit 40,000 m² Fläche wurde am 26. Oktober 1990 eröffnet und besitzt heute eine maximale Kapazität von 15.800 Zuschauern.
1994 wurde zudem die 58. Eishockey-Weltmeisterschaft der Herren im Forum di Milano ausgetragen, ebenso wie das Superfinale des IIHF Continental Cup 2002/03, welches neben dem Resega in Lugano auch in Assago ausgespielt wurde. Im April 2007 gastierte die WWE mit den Shows Raw und SmackDown in der Arena. Zwei Jahre später gastierten die Boxweltmeisterschaften 2009 im Forum.

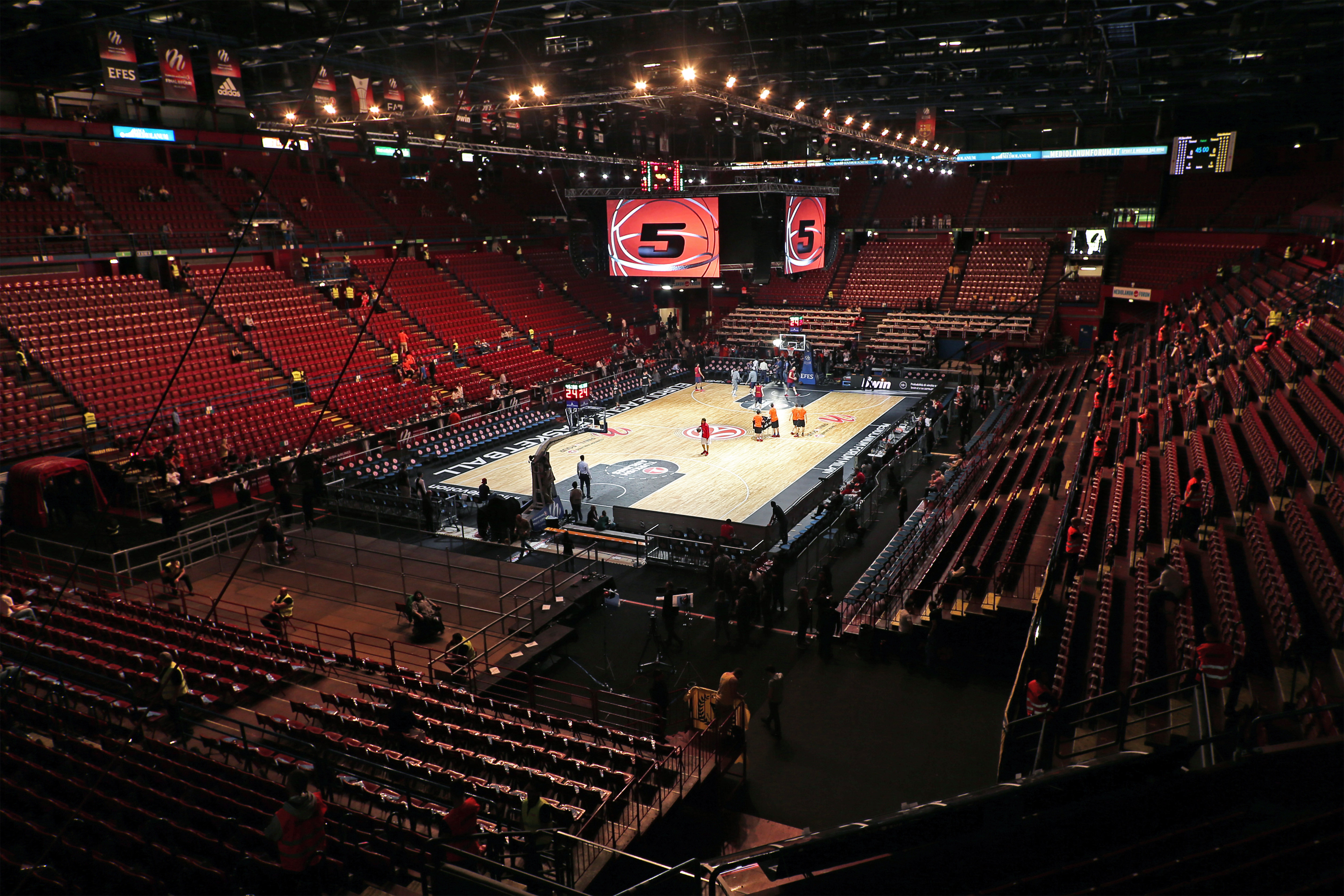
Das Mediolanum Forum während des Final Four der EuroLeague 2013/14

Im Januar 2009 wurde der Name der Halle von DatchForum in den Namen Mediolanum Forum geändert, nachdem der Bankkonzern Mediolanum die Sponsorenrechte erworben hatte. Mediolanum ist zudem der lateinische Name für die nahegelegene Stadt Mailand.
Im Dezember 2011 und 2012 fanden die Damen-Tennis-Schaukämpfe La Grande Sfida (deutsch Die große Herausforderung) mit Serena und Venus Williams, Francesca Schiavone, Flavia Pennetta, Ana Ivanović, Roberta Vinci, Sara Errani und Marija Scharapowa im Forum statt. Nach einer Pause 2013 traten im Oktober 2014 die vier ehemaligen Tennisspieler Ivan Lendl, John McEnroe, Michael Chang und Goran Ivanišević im Mediolanum Forum zu einer Neuauflage der Veranstaltung an.
Am 16. und 18. Mai 2014 fand im Forum das Final Four der EuroLeague 2013/14 statt. Im September und Oktober 2014 war das Forum einer der Schauplätze der Volleyball-Weltmeisterschaft der Frauen. Im März 2018 war die Halle Veranstaltungsort der Eiskunstlauf-Weltmeisterschaften.
Das Mediolanum Forum ist Mitglied der European Arenas Association (EAA).
Am 7. Mai 2024 wurde das Finanzdienstleistungsunternehmen Unipol neuer Namensgeber der Halle. Der Vertrag läuft bis Ende Dezember 2026 mit einer Option einer einjährigen Verlängerung bis Ende 2027.

## Konzerte
Seit der Eröffnung traten zahlreiche namhafte Künstler im Forum auf, unter anderem Céline Dion, Cher, Janet Jackson, Prince oder U2. 1998 fanden die MTV Europe Music Awards in der Arena von Assago statt. Zum zweiten Mal finden die MTV Europe Music Awards 2015 im Forum statt.